# Джаянт Нарлікар
Джаянт Нарлікар (англ. Jayant Vishnu Narlikar; 19 липня 1938 — 20 травня 2025) — індійський астрофізик, письменник.
Нарлікар є прихильником стаціонарного стану космології. Разом з сером Фредом Гойлом він розробив конформну теорію гравітації, широко відому як теорія Хойла-Нарлікара. Ця теорія поєднує теорію відносності Альберта Ейнштейна і принцип Маха. У ній передбачається, що інертна маса частки являє собою функцію маси всіх інших часток, помноженої на константу зв'язку, яка є функцією космічної епохи. У космології, заснованої на цій теорії, гравітаційна стала G зменшується строго з часом.

## Ранні роки
Нарлікар народився в місті Колхапур, Індія, 19 липня 1938 року, в родині Караді-мовних вчених. Його батько, Вішну Васудев Нарлікар, був математиком, який обіймав посаду професора і завідувача кафедри математики в Бенаресі — індуїстському університеті Варанасі. Мати Джаянта — Суматі Нарлікар, вивчала санскрит.

## Кар'єра
Нарлікар здобув ступінь бакалавра природничих наук Бенареського індуїстського університету в 1957 році. Потім він почав навчатись у Будинку Фіцуільяма, що на базі Кембриджського університету в Англії, де в 1959 році здобув ступінь бакалавра з математики та звання найкращого студента в галузі математики [Senior Wrangler — найвище інтелектуальне досягнення, яке можна здобути у Великій Британії]. У 1960 році Нарлікар виграв медаль Тайсона в області астрономії. Під час докторантури в Кембриджі, в 1962 році, він виграв приз Сміта. Після здобуття докторського ступеня в 1963 році, під керівництвом Фреда Гойла, він працював стипендіатом Беррі Рамзі в Королівському коледжі в Кембриджі, і в 1964 році здобув ступінь магістра в галузі астрономії та астрофізики. Він і далі працював стипендіатом у Королівському коледжі до 1972 року. У 1966 році Фред Хойл створив Інститут теоретичної астрономії в Кембриджі, і Нарлікар обіймав місце співробітника-засновника інституту протягом 1966—1972 років.
У 1972 році Нарлікар обійняв посаду професора в Інституті фундаментальних досліджень Тата (TIFR) в Мумбаї, Індія. У TIFR він завідував групою теоретичної астрофізики. У 1988 році Індійська комісія з університетських грантів створила Міжвузівський центр з астрономії та астрофізики (IUCAA) в Пуне, і Нарлікар став засновником-директором цього центру.
Нарлікар відомий у всьому світі своєю роботою у сфері космології, а особливо підтримкою альтернативної моделі популярної моделі Великого Вибуху. Протягом 1994–1997 рр., Він був президентом космологічної комісії Міжнародного астрономічного союзу. Його дослідницька робота включала принцип Маха, квантову космологію і фізику дальнодії.
Був одним із дослідників, які вивчали мікроорганізми із проб стратосферного повітря, отриманого на 41 км. За даними дослідження, «Такі висновки мають величезне значення для області астробіології, що подає великі надії, і, крім того, забезпечують важливий внесок в питання про те, як почалося життя на нашій планеті.»
Нарлікар був призначений Головою Консультативної групи, яка відповідала за підручники в галузі науки та математики, комітет з розробки підручників відповідає за розробку опублікованих НСІПП (Національною радою досліджень у галузі освіти та підготовки кадрів) підручників з науки й математики, які широко використовуються як стандартні підручники в багатьох індійських школах.

## Нагороди
Нарлікар отримав кілька національних, міжнародних нагород і почесних докторських ступенів. Друга з вищих цивільних державних нагород Індії, Падма Вібхушан, була присуджена йому в 2004 році за його науково-дослідницьку роботу. До цього, в 1965 році, йому було присвоєно нагороду Падма Бхушан. Також, в 1981 році він був нагороджений відзнакою Растра Бхушан в 1981 році з фонду FIE Foundation міста Ichalkaranji.
У 2010 Нарлікар отримав нагороду Махараштра Бхушан.
Він є лауреатом премії Бхатнагар, премії MP Birla і володарем Призу Жюля Янссена від Французького астрономічного товариства. Так само Нарлікар є асоційованим членом Королівського астрономічного товариства в Лондоні, і членом трьох індійських Національних академій наук і академії наук Третього світу.
Крім свого наукового дослідження, Нарлікар був добре відомий як людина, яка подає науку в маси через свої книги, статті та телерадіопрограми. За цю діяльність в 1996 році ЮНЕСКО нагородила його премією Калінгі.
Наприкінці 1980-х років його показали в телешоу Карла Сагана «Космос: Персональна подорож». У 1990 році він отримав премію імені Індіри Ґанді індійської Національної академії наук. Нарлікар є глобальною персоною є світі науки. Він був нагороджений Академією Sahitya за свою автобіографії в Marathi Chaar Nagarantale Maze Vishwa — 2014.

## Роботи
Крім наукових статей, книг і науково-популярної літератури Нарлікар писав фантастику, романи, і розповіді англійською, хінді та мовою маратхі. Він також є консультантом для наукових і математичних підручників НСІПП (Національної ради з досліджень в галузі освіти і підготовки кадрів, Індія).

## Науково-популярна література
- Факти і домисли в космології, з G. Burbridge, Cambridge University Press, 2008
- Актуальні питання космології, 2006
- Різний підхід до космології: З статичного Всесвіту через Великий Вибух до реальності 2005
- Всесвіт Фреда Гойла, 2003
- Науковий Край: Індійський вчений з ведичних часів до сучасності, 2003
- Введення в космологію, 2002
- Квазари і активні ядра галактик: Введення, 1999
- Від чорних хмар до чорних дір, 1996.
- Від чорних хмар до чорних дір (третє видання), 2 012
- Сім чудес Космосу, +1995
- Філософія науки: Перспективи природних і соціальних наук, 1992
- Основні події гравітації і космології, 1989
- Насильницькі явища у Всесвіті, 1982
- Світла сторона сили тяжіння, 1982
- Межі Фізики-Астрономії (співавтор сер Фред Гойл), 1981
- Структура Всесвіту, 1977
- Створення матерії і аномальних червоних зсувів, 2002
- Амортизаторна Теорія випромінювання в розширенні Всесвіту, 2002